# Ульрих фон Лихтенштейн
Ульрих фон Лихтенштейн (нем. Ulrich von Liechtenstein; около 1200, Мурау — около 1275) — средневековый германский поэт периода позднего миннезанга, капитан (глава земли) Штирии.

## Биография
Главным первоисточником, рассказывающим о жизни Лихтенштейна, является книга «Служение дамам», написанная им самим и наполненное вымыслом и гиперболами; это создаёт серьёзные проблемы для биографов.
Ульрих фон Лихтенштейн принадлежал к влиятельному служилому роду, владевшему землями в Штирии. Он родился около 1200 года и воспитывался при дворе маркграфов Истрии. В 1223 году Лихтенштейн был посвящён в рыцари, в 1227 году предпринял путешествие в Рим. Позже он занимал видные посты в Штирии: в 1244/45 году был трухзесом, в 1267—1272 — маршалом, в 1272 году — судьёй. Имя Лихтенштейна упоминается в 95 документах за период с 1227 по 1274 годы.

## Семья
Лихтенштейн был женат на Перхте фон Вайсенштейн. В этом браке родились четверо детей: Ульрих II (1250—1285), Отто II (1252—1311), дочери Димута и Перхта.

## Творчество
В 1227 и 1240 годах Лихтенштейн совершил путешествия, которые описал в куртуазном романе «Служение дамам» (нем. Frauendienst) (1255 год). Кроме того, он создал «Дамскую книгу» (нем. Frauenbuch) (1257 год), теоретическое сочинение о любовной поэзии, ряд любовных песен. Ульрих совершал ряд самых странных, нелепых поступков в угоду даме своего сердца: пил грязную воду, калечил себя, странствовал в виде Венеры и в виде короля Артура, вызывал на бой всех встречных рыцарей и т. п. Стихотворения Ульриха обладают изысканностью формы, изяществом стиха и сложными системами рифм.
В XIX веке творчество Лихтенштейна изучал Теодор Георг Караян. Имя поэта принял главный герой фильма «История рыцаря» (2001 год).